# 黄其興
黄 其興（こう きこう、1901年 – 没年不明）は、中華民国の軍人。任援道の腹心と目され、中華民国維新政府と南京国民政府（汪兆銘政権）で軍事の要職に就いた。

## 事績
雲南陸軍講武堂を卒業し、新軍では陸軍少将にまで昇進したとされる。
1938年（民国27年）3月28日に中華民国維新政府が設立されると、黄其興もこれに参加した。4月9日、綏靖部（部長署理：任援道）参事に任命され、9月13日には同部次長に昇進している。12月1日に綏靖部軍官学校が設立されると、同校教育長兼弁公庁主任に就任した。治安部門以外では、同年9月に新設された古物保管委員会（委員長：陳群）の委員も兼任している。
1940年（民国29年）3月30日、維新政府が南京国民政府（汪兆銘政権）に合流すると、4月11日に黄其興は軍事委員会委員に任命された。翌1941年（民国30年）5月6日、任援道が総司令をつとめる第1方面軍で参謀長に任命された。1943年（民国32年）10月10日、陸軍中将位を授与されている。この他にも軍事参議院参議、南京綏靖学校教育長などを歴任・兼任した。
汪兆銘政権が崩壊した1945年（民国34年）8月以降における黄其興の動向は不詳である。なお、黄が漢奸として摘発されたとの情報は無い。